# Harry Potter in Feniksov red (igra)
Harry Potter in feniksov red je videoigra založnika EA Games, izdana junija 2007 na podlagi istoimenskega filma.
Je prva v seriji iger o Harryju Potterju, na kateri je predstavljena celotna Bradavičarka.

## Vsebina
Glej tudi Harry Potter in feniksov red.
Harry prispe na Bradavičarko, kjer oblast počasi prevzema Kalavara Temyna, nova profesorica obrambe pred mračnimi silami. Harry, Ron Weasley in Hermiona Granger organizirajo Dumbledorjevo armado, skupino dijakov, ki na skrivaj vadijo uroke. Da pridobijo člane morajo zanje opravljati različne naloge.